# Contemplation
Contemplation – album polskiego saksofonisty jazzowego Janusza Muniaka, nagrany wspólnie z Joachimem Mencelem i sekcją rytmiczną.
Jest to ostatni autorski album Janusza Muniaka, który zmarł w styczniu 2016. Został nagrany w Studiu Koncertowym Radia Katowice w lipcu 2012, a zmiksowany przez Wojciecha Przybylskiego w Studiu im. Agnieszki Osieckiej w Warszawie.

## Muzycy
- Janusz Muniak – saksofon tenorowy
- Joachim Mencel – fortepian
- Willem von Hombracht – kontrabas
- Harry Tanschek – perkusja

## Lista utworów
| 1. | „Time for Love” (Johnny Mandel, Paul Francis Webster)                                           | 8:24    |
|    |                                                                                                 |         |
| 2. | „Alone Together” (Arthur Schwartz, Howard Dietz)                                                | 8:53    |
|    |                                                                                                 |         |
| 3. | „Contemplation” (McCoy Tyner)                                                                   | 8:10    |
|    |                                                                                                 |         |
| 4. | „Moja ballada” (Krzysztof Komeda)                                                               | 7:07    |
|    |                                                                                                 |         |
| 5. | „Annie” (Janusz Muniak)                                                                         | 6:40    |
|    |                                                                                                 |         |
| 5. | „What Are You Doing with the Rest of Your Life” (Michel Legrand, Alan Bergman, Marylin Bergman) | 8:04    |
|    |                                                                                                 |         |
| 7. | „Sunshower” (Kenny Barron)                                                                      | 10:56   |
|    |                                                                                                 |         |
| 8. | „I Fall in Love Too Easily” (Jule Styne, Sammy Cahn)                                            | 8:33    |
|    |                                                                                                 |         |
| 9. | „Body and Soul” (Johnny Green, Edward Heyman, Robert Sour, Frank Eyton)                         | 7:52    |
|    |                                                                                                 |         |
|    |                                                                                                 | 1:14:39 |
|    |                                                                                                 |         |

## Informacje uzupełniające
- Producent muzyczny – Joachim Mencel
- Realizacja nagrania, miksowanie, mastering – Wojciech Przybylski
- Opracowanie graficzne – Olgierd Chmielewski
- Fotografie – Wojciech Karliński, Jacek Gancarczyk